# ورا، سانتا ف
ورا، سانتا ف (به اسپانیایی: Vera, Santa Fe) یک منطقهٔ مسکونی در آرژانتین است که در ورا دپارتمنت واقع شده‌است.

## خصوصیات
ورا ۱٬۶۵۷ کیلومترمربع مساحت و ۱۹٬۷۶۰ نفر جمعیت دارد.